# Saved from Himself (film 1911)
Saved from Himself è un cortometraggio muto del 1911 diretto da D.W. Griffith.

## Trama
Un giovane impiegato d'albergo è innamorato di una bella stenografa. Gli capita di ascoltare alcuni ospiti che parlano di come arricchirsi in borsa. Decide, così, di investire del denaro non suo, "on margin". Dopo alcuni mesi, però, riceve una lettera con cui lo si avvisa che ha perso tutti i soldi investiti. L'impiegato, adesso, deve trovare 2.000 dollari altrimenti potrebbe essere licenziato ed arrestato. Disperato, pensa di rubare dei soldi che un cliente ha depositato nella cassaforte dell'albergo e di cui conosce la combinazione. Il giovane è combattuto, anche per via dell'anziana madre a cui vuole bene e che non vorrebbe fare soffrire. 
Spinto dalla necessità, però, si reca nella stanza della cassaforte e la apre, trovandovi il denaro di cui ha bisogno ma, ancora, è restio ad appropriarsene. In quel momento sopraggiunge la sua ragazza, che avendo trovato la lettera che informava il giovane della bancarotta, ha capito tutto e indovinato le mosse dell'innamorato. Cerca, quindi, in ogni modo di convincerlo a rimettere i soldi nella cassaforte. Il giovane esita, capisce di stare commettendo un reato e, alla fine, acconsente a rimettere i soldi al loro posto. Arriva, però, il proprietario di quei soldi che richiede al giovane di prendere i suoi dollari dalla cassaforte. La ragazza, allora, distrae l'uomo mentre il giovane fa finta di prendere la busta contenente il denaro dalla cassaforte ma, in realtà, estraendola dalla tasca della giacca, dove li aveva riposti. Consegnati i soldi al cliente, l'impiegato, benché non abbia commesso il furto, è, comunque, mortificato e rattristato ma la giovane stenografa, felice del ravvedimento dell'innamorato, gli dà un casto bacio sulla guancia, bacio che gli aveva negato all'inizio della vicenda. Il giovane contento torna a casa dove trova la madre morta nel letto e accetta il fatto con rassegnazione.

## Produzione
Il film fu prodotto dalla Biograph Company. Venne girato a Englewood, New Jersey.

## Distribuzione
Distribuito dalla General Film Company, il film - un cortometraggio di una bobina - fu presentato nelle sale cinematografiche statunitensi l'11 dicembre 1911. Ne venne fatta una riedizione che uscì il 14 agosto 1916.
Nel 2004, la Sunrise lo ha inserito in Mabel Normand Films (1911-1916), un'antologia di titoli della durata complessiva di 68 minuti, uscita in DVD (NTSC) e comprendente cinque film rimasterizzati da pellicola 16 mm.